# Hans-Georg Willert
Hans-Georg Willert (* 24. September 1934 in Greiz, Thüringen; † 25. September 2006 in Göttingen) war ein deutscher Orthopäde und Hochschullehrer.

## Leben
Willert studierte Medizin an der Universität Leipzig, wo er 1957 promovierte. Nach der Übersiedlung aus der Deutschen Demokratischen Republik in die Bundesrepublik Deutschland, durchlief er seine Weiterbildungszeit ab 1960 in der Chirurgie, Orthopädie und Pathologie im Universitätsklinikum Heidelberg und im Universitätsspital Zürich. Seine Lehrer waren in Heidelberg Fritz Linder, Kurt Lindemann und Karl Lennert, in Zürich Erwin Uehlinger und Max René Francillon. 1969 ging er als Oberarzt zu Wolfgang Heipertz an der Orthopädischen Universitätsklinik Friedrichsheim in Frankfurt am Main. Dort habilitierte er sich 1972. Zum Professor ernannt, leitete er die Abteilung für Knochenpathologie. 1979 folgte er dem Ruf der Georg-August-Universität Göttingen auf den Lehrstuhl für Orthopädie. Über 20 Jahre leitete er als Direktor die Orthopädische Universitätsklinik, bis er im Jahr 2001 emeritiert wurde.
Schwerpunkte seiner Forschungstätigkeit waren Osteologie, systemische Knochenerkrankungen, Knochentumoren und vor allem Biomaterial. Weltweit bekannt machten ihn seine Publikationen über Gewebereaktionen auf Implantate und ihren Verschleiß und Abrieb. Er gilt als Erstbeschreiber der Lockerung künstlicher Gelenke durch Gewebereaktionen auf Teilchen von Polymethylmethacrylat und Polyethylen. Sie initiieren Osteolysen und damit das sog. Implantatversagen. Angeregt von Rüdiger Döhler, widmete er sich in seinen letzten Jahren der Metallose. Zudem befasste er sich gemeinsam mit seiner Frau Gisela Wetzel-Willert mit der Bedeutung der Psychosomatik in der Orthopädie. Mit Ingeborg Lang richtete er das erste Endoprothesenregister ein, das (wie alle späteren) an der Erhebung, am Datenschutz, an Gleichgültigkeit und mangelnder Kooperation scheiterte.
Willerts Nachlass befindet sich in der Niedersächsischen Staats- und Universitätsbibliothek Göttingen.

## Mitgliedschaften
- International Society for Biomaterials
- International Skeletal Society
- International Hip Society

## Ehrungen
- Arthur Steindler Award der Orthopaedic Research Society (Chicago, 2006)